# Calheta (Madeira)
Calheta és un municipi de l'oest de Madeira, limitat pels de Funchal, Santana i Machico. Inclou en el seu territori vuit parròquies o freguesias:
- Arco da Calheta
- Calheta
- Estreito da Calheta
- Fajã da Ovelha
- Jardim do Mar
- Paul do Mar
- Ponta do Pargo
- Prazeres